# Пітер Раджа
Пітер Раджа (малай. Peter Rajah; 1951 — 14 листопада 2023, Сандакан) — малайзійський футболіст, що грав на позиції воротаря у складі клубу «Сабах» та збірній Малайзії.
пройшла кваліфікацію на Олімпійські ігри в Москві 1980 року, в яких Малайзія вирішила не брала участь через бойкот у зв'язку з радянським вторгненням в Афганістан. Він також був у складі збірної Малайзії на Кубку Азії 1980 року в Кувейті. Помер Пітер Раджа 14 листопада 2014 року в Сандакані.